# Toast Records

Toast Records es una compañía discográfica independiente con sede en Turín (Italia). Fue creada en 1985 por Giulio Tedeschi.
Especializada en rock, la compañía ha editado álbumes y epé de importantes grupos de la 
escena musical independiente italiana , como Afterhours e Statuto. 

## 33 Vinyl
| ànno | artista                                                   | título                           |
| ---- | --------------------------------------------------------- | -------------------------------- |
| 1985 | No Strange                                                | No Strange                       |
| 1986 | Carl Lee & The Rhythm Rebels                              | Carl Lee & The Rhythm Rebels     |
| 1987 | No Strange                                                | L'universo                       |
| 1988 | Afterhours                                                | All the Good Children Go to Hell |
| 1988 | Statuto                                                   | Vacanze                          |
| 1989 | No Strange, Afterhours, Max Casacci, Ghigo Agosti e altri | Oracolo (álbum)                  |
| 1989 | Vegetable Men                                             | It's time to change              |
| 1989 | Statuto                                                   | Senza di lei                     |
| 1993 | Barbieri                                                  | Mondi diversi                    |
| 1994 | Fleurs du Mal                                             | Indian-world                     |

## 45 Vinyl
| ànno | artista          | título                                            |
| ---- | ---------------- | ------------------------------------------------- |
| 1986 | No Strange       | Fiori risplendenti/White bird                     |
| 1987 | Avvoltoi         | Questa notte/Un uomo rispettabile/Era un beatnick |
| 1987 | Vegetable Men    | Van Gogh's blues blu bus/It's a reflex            |
| 1988 | Afterhours       | My bit boy/To win or to destroy                   |
| 1991 | Figli di Guttuso | Il sesso del dj/Extranea/Animali                  |
| 1993 | Eridania         | Na storia da conté/Fin ch'a tomba il cel          |

## CD
| ànno | artista                                          | título                      |
| ---- | ------------------------------------------------ | --------------------------- |
| 1995 | Fleurs du Mal                                    | 3                           |
| 1998 | No Strange                                       | Medusa                      |
| 1998 | Marcello Capra                                   | Danzarella                  |
| 1999 | Steve Sperguenzie & the Incredible Lysergic Ants | 5 Investigators             |
| 2002 | Karmablue                                        | Erratico Estatico           |
| 2004 | Roulette Cinese                                  | Che fine ha fatto Baby Love |
| 2007 | Trenincorsa                                      | La Danza dei sogni          |
| 2009 | Jambalaya                                        | Quando vola lo struzzo      |